# Så länge hjärtat slår
Så länge hjärtat slår är en svensk dramafilm som hade biopremiär i Sverige den 27 september 2024. Den är regisserad av Ella Lemhagen efter ett manus av Malin Lagerlöf, och Gila Bergqvist Ulfung är producent.
Filmen är inspirerad av Johanna Sjövalls P1-dokumentär Det illojala vårdbiträdet, efter undersköterskan Stine Christophersens avslöjanden om brister i vården på hennes arbetsplats.

## Handling
Filmen utspelar sig under coronapandemin våren 2020 och kretsar kring anställda på ett äldreboende som tvingas uppleva hur smittan letar sig in, och situationen blir alltmer desperat. Vårdbiträdet Hanne hamnar i ett svårt dilemma.

## Rollista (i urval)
- Bianca Kronlöf – Hanne
- Vilhelm Blomgren – Robban
- Liv Mjönes – Katrin
- Adam Pålsson – Fredrik Burman
- Cecilia Nilsson – Monika
- Eric Bibb – John
- Inger Nilsson – Ann

## Priser
- 2025, Årets Film, QX-galan[7]